# Xã Wayland, Michigan
Xã Wayland (tiếng Anh: Wayland Township) là một xã thuộc quận Allegan, tiểu bang Michigan, Hoa Kỳ. Năm 2010, dân số của xã này là 3.088 người.